# Ao und Rapa

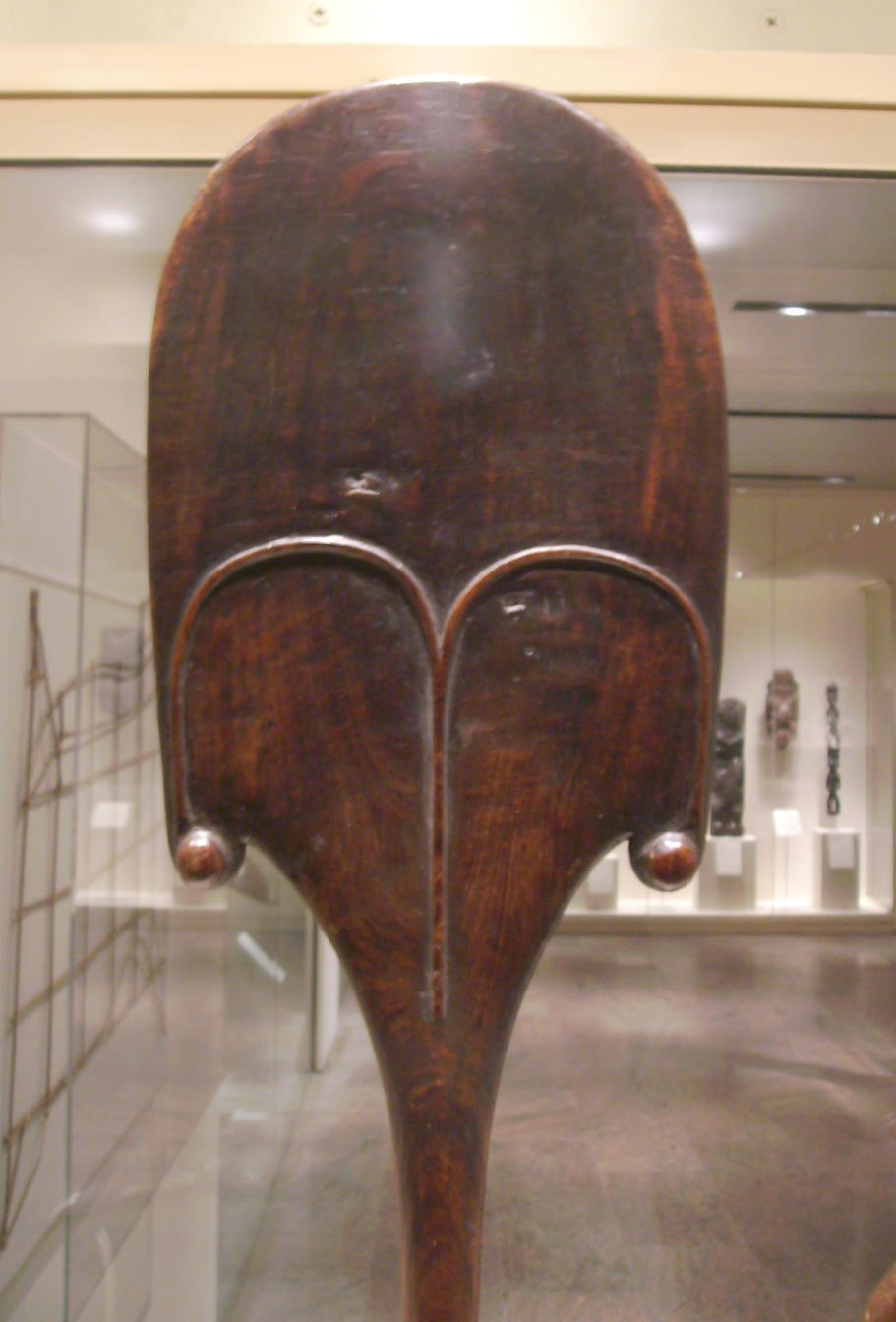
Rapa, oberes Blatt mit stark stilisiertem Gesicht

Ao und Rapa sind paddelförmige Ritualgegenstände der Osterinselkultur. Sie sind aus Holz (überwiegend Toromiro-Holz) geschnitzt und von gleichartiger Form und ähnlichem Design, unterscheiden sich aber in der Größe. Das polynesische Adjektiv rapa bedeutet: glänzend, scheinend, leuchtend, das Substantiv ao wird für eine Person mit Macht, Einfluss und Befehlsgewalt verwendet.

## Beschreibung
Das obere Blatt des Zeremonialpaddels ist in der Regel beidseitig mit einem Gesicht verziert, das je nach künstlerischer Ausführung mehr oder weniger abstrahiert ist. Es kommen sowohl naturalistisch gestaltete Gesichter mit erkennbaren Gesichtszügen und inkrustierten Augen vor (z. B.: Museum für Völkerkunde, Wien), als auch stark stilisierte, bei denen lediglich die Augenbrauen und die Nase als feine, erhabene Linie dargestellt sind (z. B.: Metropolitan Museum of Art, New York).
Die naturalistisch geschnitzten Gesichter haben eine lange, schmale Nase, die unmittelbar in stark gebogene Augenbrauen übergeht. Der Mund, sofern ausgebildet, ist halb geöffnet. Zwischen Nase und Mund ist manchmal eine Verzierung abgebildet, die eine Tatauierung oder einen Nasenschmuck darstellen könnte. Die Augen sind bei einigen Exemplaren eingelegt, mit einem Augapfel aus einem weißen Knochenplättchen und einer Iris aus schwarzem Obsidian. Die langen, heruntergezogenen Ohrläppchen zieren runde Ohrpflöcke, das Haupt bedecken geschnitzte oder gemalte, vertikale Streifen, die wahrscheinlich eine Federkrone darstellen. Auf einem Ao aus der Sammlung der Smithsonian Institution in Washington, D.C. ist das Gesicht mit roten und weißen Farbfeldern bemalt, die nach Thor Heyerdahl Tätowierungen sein sollen.  Rapa hingegen sind naturbelassen mit hochglänzend polierten Holzoberflächen.
Bei den abstrahierten Exemplaren werden die Augenbrauen und die gerade Nase lediglich noch als Y-förmige, feine Linie dargestellt, die in die Ohrläppchen bzw. Ohrpflöcke übergeht. Augen, Mund und Federkrone sind nicht mehr ausgeformt. Unter dem Gesicht verschmälert sich das Blatt zu einem Hals und geht in einen ovalen Stiel als Handgriff für den Träger über.
Das untere Blatt ist oft kleiner, flacher und unverziert. Bei den meisten Exemplaren ist in der Mitte des Blattes unten ein fingerlanger Annex, um den ein ringförmig geschnitztes, erhabenes Band führt. Dieses Anhängsel hat Ähnlichkeit mit dem erigierten Penis und deutet möglicherweise auf die Verwendung bei Fruchtbarkeitsriten hin. Das bestätigt auch die Beschreibung von Alfred Métraux, dessen Gewährsmann Tepano berichtete, dass die Tänzer damit „obszöne“ Bewegungen durch hin- und herschwingen zwischen den Beinen ausführten.
Rapa sind zwischen 50 und 80 Zentimeter lang, Ao sind deutlich größer. Das größte bekannte Exemplar, heute in der Sammlung der Smithsonian Institution, Washington D.C., ist 222,9 cm lang, mit einer maximalen Breite von 22,8 cm.

## Rituelle Bedeutung

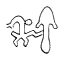
Schriftzeichen auf dem Rei-Miro London I, das rechte dürfte ein Ao darstellen

Ao waren Rangabzeichen von Priestern des höchsten Ranges (ariki paka), die zur Beschwörung von Regen in Trockenperioden fähig waren. Sie wurden als Zeichen der hohen Würde ihrer Träger mitgeführt, aber auch in Tänzen und Zeremonien des Vogelmannkultes verwendet. Ihre enge Verbundenheit mit dem Vogelmannkult erkennt man daran, dass farbige Darstellungen von Ao in weiß und rot in den Häusern der Zeremonialstätte Orongo, dem zentralen und heiligsten Ort des Vogelmannkultes, zu finden sind. Nach Sebastian Englert war das Halten des Ao ein für alle sichtbares Symbol dafür, dass der Vogelmann (tangata manu) Macht (Mana) über alle Clans der Osterinsel ausüben konnte.
Das Ao-Tanzpaddel ist auch ein häufig vorkommendes Schriftzeichen auf den Rongorongo-Tafeln.
Rapa hingegen waren Attribute der timo ika, der Verantwortlichen für die Begräbniszeremonien, deren Aufgabe die Vorbereitung der Leichname hoher Würdenträger für die Aufnahme in die Begräbniskammern eines Ahu und die Abwehr übel gesinnter Geister war. Sie wurden bei mannigfaltigen Gelegenheiten, bei rituellen Tänzen, aber auch bei Begräbnissen von im Kampf getöteten Kriegern verwendet. Die Tänzer hielten sie – oft paarweise – am Mittelsteg und schwangen sie rhythmisch hin und her.
Dazu gibt es Parallelen auf anderen Inseln Polynesiens. Über einen Tanz mit Paddeln berichtet James Cook, der im August 1777 während seiner dritten Reise ein solches Ereignis auf einer der Tonga-Inseln beobachtete:
Jeder der Tänzer – und es waren hundertundfünf – hielt ein leichtes, höchst elegant gearbeitetes Ruder in der Hand, das auf verschiedene Arten bewegt wurde.